# Akeem Spence
Akeem Spence (Fort Walton Beach, 29 novembre 1991) è un giocatore di football americano statunitense che gioca nel ruolo di defensive tackle per i San Francisco 49ers della National Football League (NFL). Fu scelto nel corso del quarto giro (100º assoluto) del Draft NFL 2013 dai Tampa Bay Buccaneers. Al college ha giocato a football all’Università dell'Illinois.

## Carriera

### Tampa Bay Buccaneers
Spence fu scelto nel corso del quarto giro del Draft 2013 dai Tampa Bay Buccaneers. Debuttò come professionista partendo come titolare nella sconfitta della settimana 1 contro i New York Jets mettendo a segno 2 tackle e recuperando un fumble. Il primo sack in carriera lo mise a referto nella settimana 3 su Geno Smith dei New York Jets.

### Detroit Lions
Il 10 marzo 2017, Spence firmò con i Detroit Lions.

### Miami Dolphins
Nel 2018 Spence firmò con i Miami Dolphins.

## Statistiche
| Partite totali      | 9   |
| Partite da titolare | 7   |
| Tackle              | 14  |
| Sack                | 1,0 |
| Intercetti          | 0   |